# Gretchen Lederer
Gretchen Lederer (née Gretchen Schwallenback) est une actrice allemande du cinéma muet, née à Cologne (Allemagne) le 23 mai 1891 et morte à Anaheim (Californie) le 20 décembre 1955.

## Biographie
Bien que d'origine allemande, Gretchen Lederer ne fit carrière qu'aux États-Unis.

### Vie privée
Elle épousa l'acteur Otto Lederer, dont elle divorça.

## Filmographie partielle
- 1914 : The Gringo de William S. Hart
- 1915 : Pawns of Fate de Frank Lloyd
- 1915 : The Temptation of Edwin Swayne de Frank Lloyd
- 1915 : His Last Serenade de Frank Lloyd
- 1915 : Martin Lowe, Financier de Frank Lloyd
- 1915 : Wolves of Society de Frank Lloyd
- 1915 : An Arrangement with Fate de Frank Lloyd
- 1915 : His Captive de Frank Lloyd
- 1915 : A Second Beginning de Burton L. King
- 1915 : The Pinch de Frank Lloyd
- 1915 : From the Shadows de Frank Lloyd
- 1915 : For His Superior's Honor de Frank Lloyd
- 1915 : According to Value de Frank Lloyd
- 1915 : Paternal Love de Frank Lloyd
- 1915 : The Source of Happiness de Frank Lloyd
- 1916 : The Mark of Cain de Joseph De Grasse
- 1916 : A Price on His Head
- 1916 : The Grasp of Greed de Joseph De Grasse
- 1916 : The Way of the World de Lloyd B. Carleton
- 1917 : The Silent Lady d'Elsie Jane Wilson
- 1917 : The Cricket d'Elsie Jane Wilson
- 1918 : The Kaiser, the Beast of Berlin de Rupert Julian
- 1918 : Wife or Country de E. Mason Hopper